# Röbel/Müritz

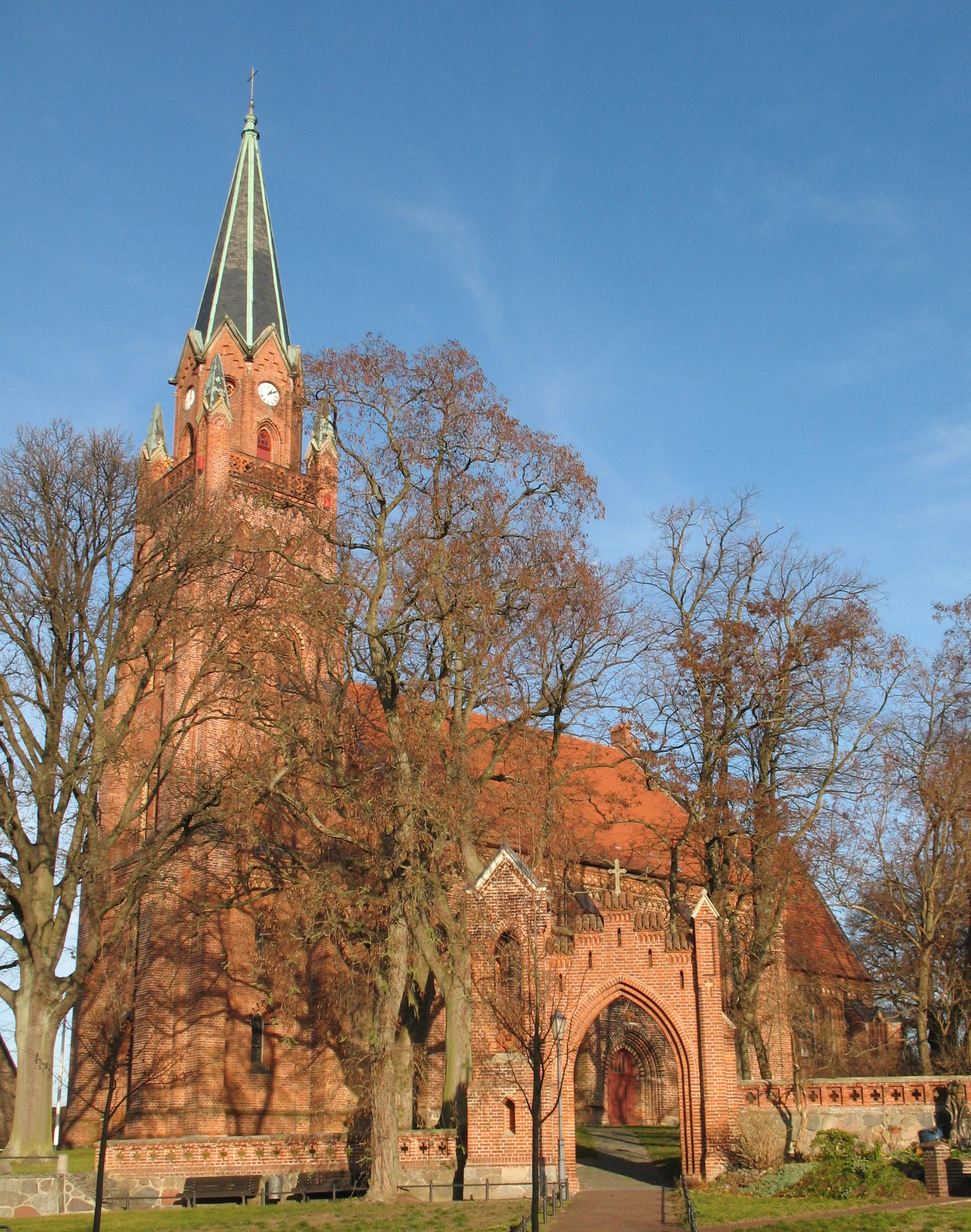
Chiesa

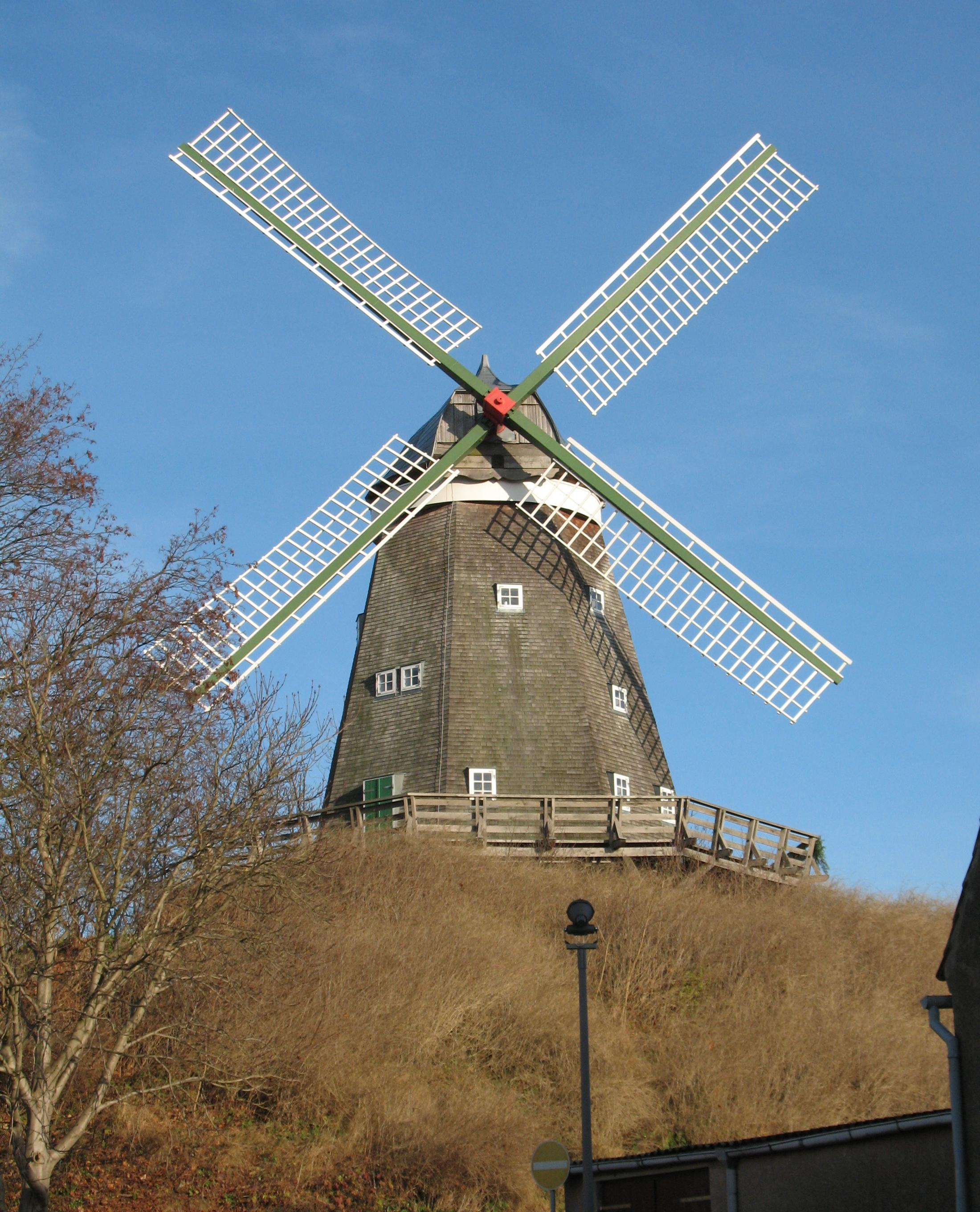
Mulino a vento

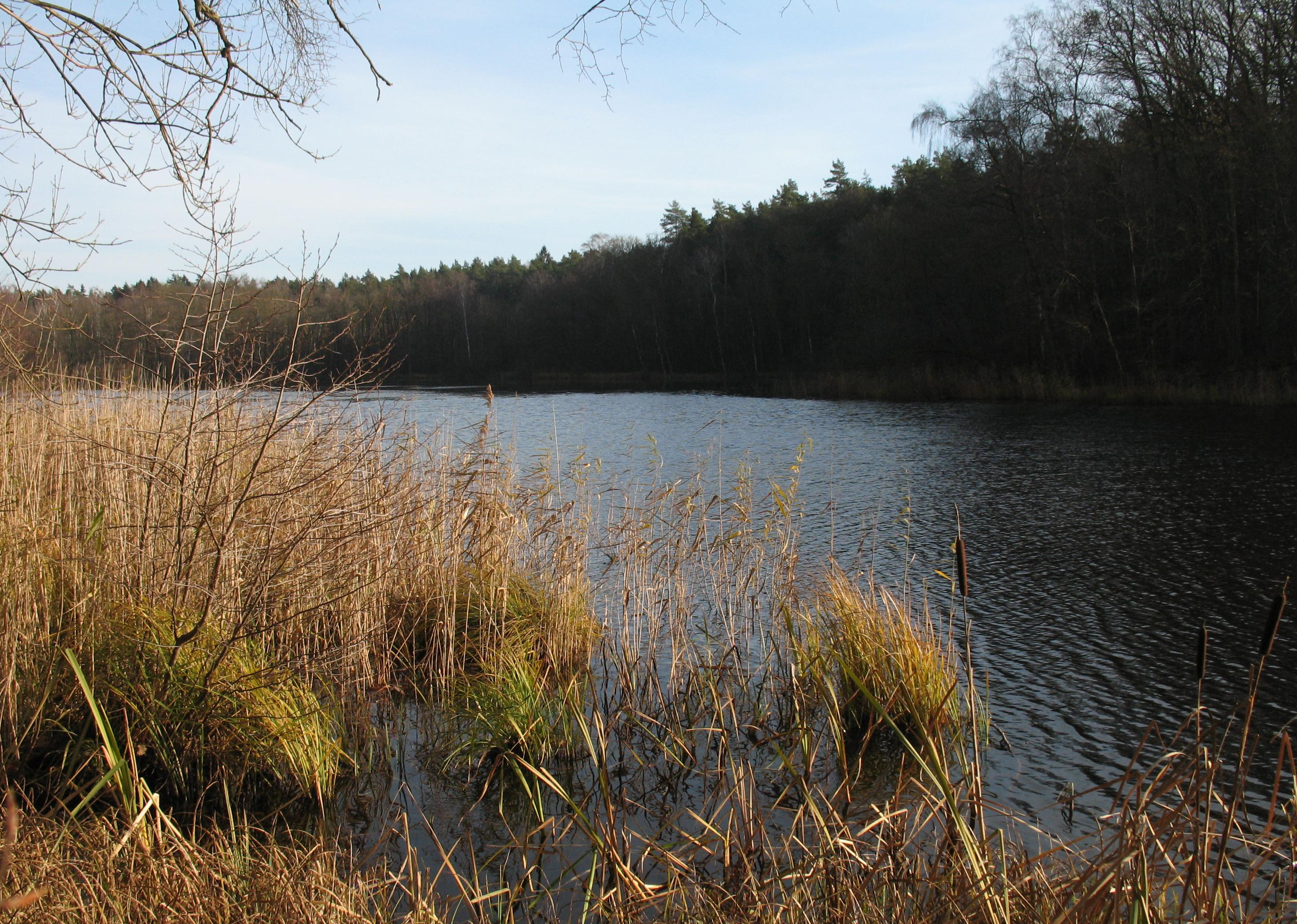
Stagno a Groß Kelle

Röbel/Müritz è un comune del Meclemburgo-Pomerania Anteriore, in Germania.
Appartiene al circondario della Seenplatte del Meclemburgo ed è parte della comunità amministrativa (Amt) di Röbel-Müritz.